# Блувштейн, Яков Захарович
Я́ков Заха́рович (Зе́льманович) Блувште́йн (1878, Аккерман, Бессарабская губерния — 1935, Ленинград) — русский и советский архитектор.

## Биография
Родился в 1878 году в Аккермане, в семье Зельмана Дувидовича Блувштейна. В 1900 году приехал в Санкт-Петербург и смог без протекции и покровителей поступить в Императорскую Академию художеств, успешно прошёл обучение и в 1908 году был выпущен в звании архитектора-художника. Благодаря рекомендации Александра Лишневского в 1911 получил заказ на свой главный самостоятельный проект — Доходный дом сельскохозяйственного товарищества «Помещик». 
В начале 1930-х построил несколько жилых домов в стиле конструктивизм. 
Похоронен на Преображенском еврейском кладбище.

## Постройки
- Автомобильный гараж и мастерские фирмы К. Л. Крюммеля — Ковенский пер., 5, 1909—1910[5];
- Жилой дом — Большая Зеленина улица, 36, 1910[5];
- Жилой дом — Малый проспект Петроградской стороны, 1913[5];
- Доходный дом сельскохозяйственного товарищества «Помещик» — 7-я Красноармейская ул., 28-30/Измайловский пр., 16, 1911—1912[5];
- Доходный дом Х. М. Канторовича — Малый пр. ПС, 58/Гатчинская ул., 18, 1913[6];
- Кинотеатр «Павильон де Пари» — Садовая ул., 12. 1913—1915[5];
- Жилой дом (совместно с В. А. Латыниным) — Старо-Петергофский пр., 41, 1929—1930[7];
- Жилой комплекс с котельной — Бумажная ул., 6, 8Д, 1932. Снесены в 2010 году[7].